# 圣西耶香槟
圣西耶香槟（法語：Saint-Ciers-Champagne，法語發音：[sɛ̃ sje ʃɑ̃paɲ]）是法国滨海夏朗德省的一个市镇，位于该省东部偏南，属于容扎克区。

## 地理
圣西耶香槟（45°26'34"N, 0°17'57"W）面积18.08 平方千米，位于法国新阿基坦大区滨海夏朗德省，该省份为法国西部滨海省份，北起旺代省，西临大西洋，南至吉倫特省，东南接多爾多涅省，东北接德塞夫勒省接壤，东临夏朗德省。
与圣西耶香槟接壤的市镇（或旧市镇、城区）包括：甘村、阿拉尚帕尼、布里苏萨尔希亚克、默村、圣日耳曼-德维布拉克、圣迈格兰、蒙梅拉克。

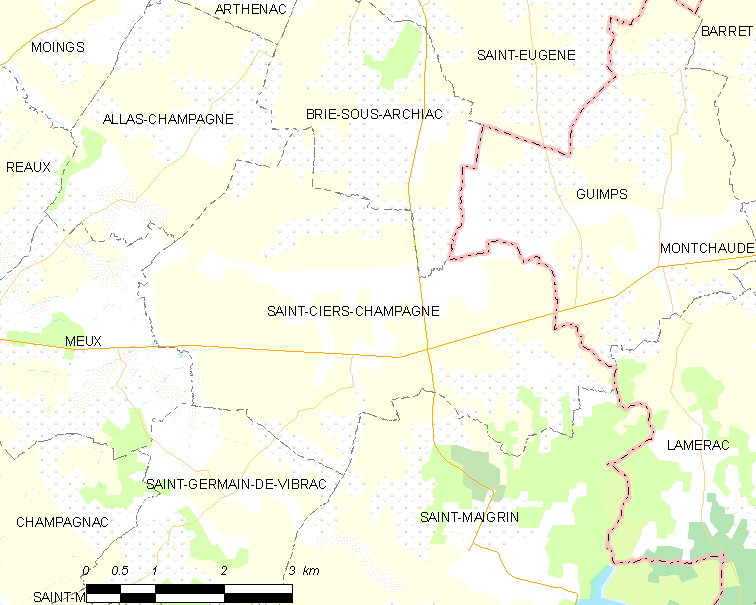
圣西耶香槟的OSM定位图

圣西耶香槟的时区为UTC+01:00、UTC+02:00（夏令时）。

## 行政
圣西耶香槟的邮政编码为17520，INSEE市镇编码为17316。

## 政治
圣西耶香槟所属的省级选区为容扎克县。

## 人口

1962-2008年间圣西耶香槟人口变化图示

圣西耶香槟于2022年1月1日时的人口数量为388人。